# Primer gobierno de José Antonio Páez
El primer gobierno de José Antonio Páez (1831-1835) fue el primer gobierno de la historia de Venezuela, después de que ésta se separara de la Gran Colombia debido al movimiento separatista llamado La Cosiata en el contexto posterior a la Guerra de Independencia.
Durante este se inauguraron el aparato judicial y legislativo de la recién creada república. Se sancionó la constitución de 1830.
La política exterior de Páez incluyó el Tratado Michelena-Pombo con Nueva Granada (actual Colombia).
Páez perdió las elecciones contra José María Vargas, luego de que su candidato Carlos Soublette no lograse ser electo; pese a esto, Páez entregó el poder de forma pacífica. Sin embargo, lideró al país por más de dos décadas.

## Antecedentes
José Antonio Páez había sido adversario político de Simón Bolívar y de la continuación de la Gran Colombia, y había llegado al poder con el apoyo de la Oligarquía Conservadora. En septiembre de 1830 el Congreso de Valencia declaró separar la república de Venezuela de Colombia. En las elecciones presidenciales de Venezuela de 1831 Páez gana con 136 votos, el 86,07% de los votantes.

## Toma de posesión
El 11 de abril de 1831, José Antonio Páez prestó juramento legal como Presidente Constitucional de Venezuela. En su toma de posesión declaró:
La verdad es que se abre entonces uno de los mejores periodos de nuestra historia, y precisamente en lo referente a la organización política y moral de la República. Prudencia, firmeza, probidad, sagaz apreciación de la imposibilidad de separarse por entonces del jefe militar, pero a la vez valeroso propósito de vigilarlo y reducirlo; entusiasmo laborioso y consecuente para trabajar por una administración pública eficaz y equilibrar la libertad y el orden, tales fueron las virtudes de aquella generación, que logró convertir en un movimiento patriótico y legalista la desmembración de Colombia, iniciado bajo tan funestos auspicios...

## Gabinete
El 13 de enero de 1830, se constituyó un gobierno provisional con José Antonio Páez como presidente, Miguel Peña Páez como ministerio de Interior, Justicia y Policía, Diego Bautista Urbaneja como ministro de Hacienda y Relaciones Exteriores, y Carlos Soublette como ministro de Guerra y Marina.
| Gabinete del primer gobierno de José Antonio Páez |                         |                     |                    |       |
| Ministerio                                        | Ministro                | Período             | Período            | Ref.  |
| Ministerio                                        |                         | Inicio              | Final              | Ref.  |
| Ministerio de Interior, Justicia y Policía        | Miguel Peña Páez        | 13 de enero de 1830 |                    | [ 2 ] |
| Ministerio de Hacienda y Relaciones Exteriores    | Diego Bautista Urbaneja | 13 de enero de 1830 | 28 de mayo de 1830 | [ 2 ] |
| Ministerio de Hacienda y Relaciones Exteriores    | Santos Michelena        | 28 de mayo de 1830  | 8 de junio de 1833 |       |
| Ministerio de Guerra y Marina                     | Carlos Soublette        | 13 de enero de 1830 |                    | [ 2 ] |

## Política nacional

### Política legislativa
En 1830 se sancionó la nueva Constitución de la república.

### Política de defensa
Tras el inicio de la república al ejército se le disminuyó su presupuesto y número de efectivos, pese a esto se empezaron a desarrollar una serie de legislaciones para tratar de profesionalizarlo y definir los mecanismos de reclutamiento. En la constitución de 1830 se le daba la potestad al poder legislativo para fijar los mecanismos de alistamiento y el número de efectivos que requería el ejército permanente y la milicia.
En 1830 el Congreso Constituyente de Valencia estableció que la Fuerza Armada quedaría compuesta por el Ejército Permanente, la Milicia Nacional y la Marina de Guerra. También se aprobó la Ley de Milicia Nacional donde se declaraba que todos los venezolanos entre 18 y 40 años debían servir de forma obligatoria en la milicia local. Los gobernadores provinciales tenían la labor de establecer las listas de hombres para servir en la milicia y solo se exceptuaban a los trabajadores públicos y a los religiosos.

### Política económica
José Antonio Páez fomentó la agricultura y la industria. El 8 de junio de 1831 fue eliminado el impuesto de alcabala, que se cobraba para la introducción de mercancías para su venta en las ciudades, pues se consideró que ocasionaba obstáculos al libre comercio. El 22 de marzo de 1833 se llevó a cabo el decreto antimonopólico contra Estanco del Tabaco, ejercido por el Estado que controlaba el cultivo y comercialización de ese producto desde 1779. El 10 de abril de 1834 se promulgó la Ley de Libertad de Contratos, que estipulaba plena libertad a las partes contratantes para estipular la tasa de interés en los préstamos. Quedó en vigencia el libre juego de la oferta y la demanda para las operaciones de préstamo de dinero, según los principios del laissez faire.

### Política en cultura
En 1834 se decretó la creación de la Biblioteca Nacional de Venezuela.

### Política de inmigración
El 13 de junio de 1831 se firmó el Decreto autorizando al Poder Ejecutivo para promover la inmigración de Canarios, que le daba prioridad a la inmigración canaria, ya que «su religión, idioma y costumbres son las mismas». A las familias e individuos que llegaban al país se les daba privilegios como la nacionalidad instantánea, y la excepción de pagar impuestos y hacer servicio militar obligatorio durante diez años.

## Política exterior

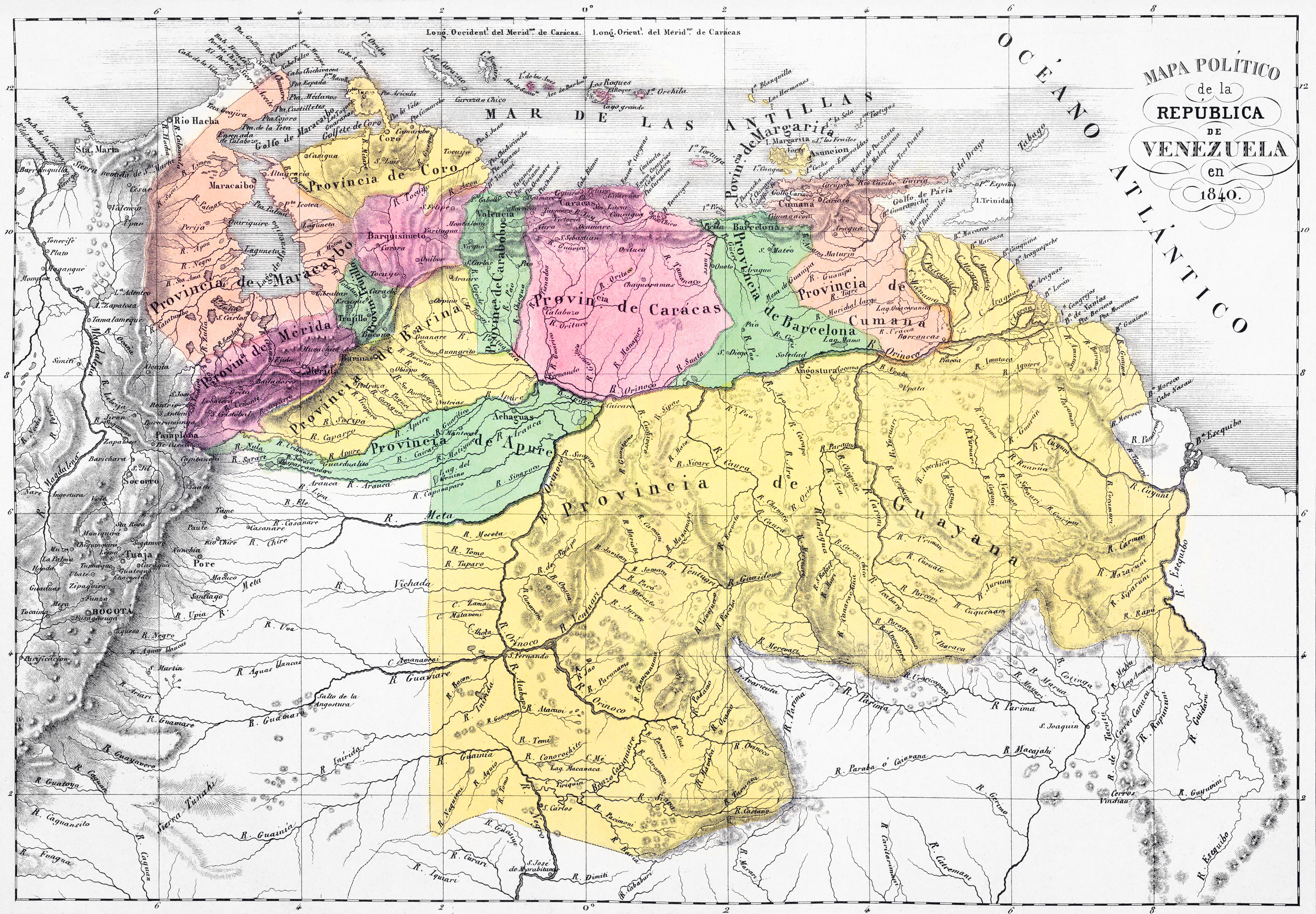
Mapa de Venezuela en 1840, con el trazado de la línea fronteriza de acuerdo al Tratado Michelena-Pombo.

El 6 de mayo de 1833 José Antonio Páez designó a su secretario de Hacienda y Relaciones Exteriores, Santos Michelena, como ministro plenipotenciario en Bogotá, el cual se convirtió así en el primer representante diplomático venezolano con sede fija.

## Elecciones presidenciales de 1835

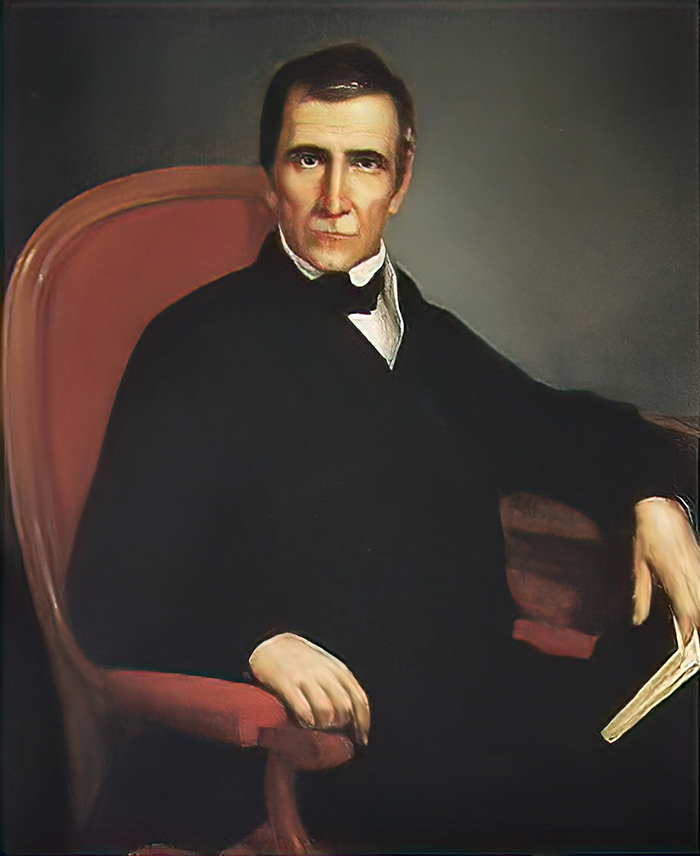
José María Vargas sucedió a José Antonio Páez como presidente de Venezuela en 1835.

José María Vargas, exrector de la Universidad Central de Venezuela (UCV), le ganó a José Antonio Páez en las elecciones presidenciales de 1835, resultando en la primera transición pacífica de la historia y la primera vez que gobernaba un civil. Vargas asumió el 9 de febrero de 1835.

## Oposición

### Proclamación de la República de Colombia
Los hermanos Monagas se sublevaron y proclamaron la independencia del oriente del país, la autodenominada República de Colombia en 1831. Destacadas figuras como Santiago Mariño y Andrés Rojas secundaron el movimiento; este último fue asesinado en un motín en su contra. En junio, los hermanos Monagas negociaron con José Antonio Páez el reconocimiento de su autoridad a cambio de ser indultados.